# حرائق غابات أوتاراخند 2020
حرائق غابات أوتاراخند 2020 هي حرائق بدأت في أواخر شهر مايو، وذلك بعد اندلاع العديد من حرائق الغابات في سريناغار في منطقة باوري جارهوال في أوتاراخند الهند. اعتبارًا من 24 مايو 2020 تم الإبلاغ عن 46 حريقًا تغطي حوالي 71 هكتارًا وتوفي جرائها شخصان.